# Can Torrents del Vi
Can Torrents del Vi és una obra de Folgueroles (Osona) inclosa a l'Inventari del Patrimoni Arquitectònic de Catalunya.

## Descripció
Es tracta d'una casa mitgera amb façana orientada a migdia i una eixida a la part de tramuntana destinada a les tasques agrícoles. La planta presenta dos portals rectangulars, al damunt del portal principal s'hi obre una balconada amb la llinda esculpida i datada. A la part dreta del mateix pis s'hi obre una finestra gotitzant, motiu que es repeteix en una altra del segon pis, a sota de la teulada. En aquest indret podem observar que en una de les ampliacions de la casa es va sobrealçar la part esquerre de l'edifici, on es construí un terrat i unes golfes. És construïda amb pedra, tàpia i arrebossada al damunt. L'estat de conservació és mitjà.

## Història
La documentació d'aquesta antiga casa pairal es conserva des de l'any 1651, per bé que els seus orígens deuen ser més antics per trobar-se just al costat de la sagrera de l'església parroquial. La genealogia es pot seguir des del 1651, encapçalada pel matrimoni de Banach i Torrents i Angela Puigsech, el llinatge dels Torrents encara perdura i són els actuals propietats de la casa. El portal duu la data de 1686.